# Eulogius von Córdoba
Eulogius von Córdoba (spanisch Eulogio; * vor 819 im Emirat von Córdoba; † 11. März 859 in Córdoba) war ein Priester, der zur Zeit der Umayyaden wirkte. Er beschrieb das Leben und Leiden der Märtyrer von Córdoba, deren Bewegung er zu popularisieren versuchte, und wird mit diesen als Märtyrer und Heiliger in der römisch-katholischen Kirche verehrt. Sein Gedenktag ist der 11. März.

## Leben und Wirken
Während der Herrschaft des Emirs Abd ar-Rahman II. (822–852) von Córdoba gab es Christen, die sich weder assimilieren (Mozaraber) noch zum Islam übertreten wollten (Muwalladun). Sie brachten dies auch in der muslimischen Öffentlichkeit zur Sprache, was den unter dem Dhimma-Status stehenden verboten war.
Im Jahre 850 versammelte sich diese Gruppe um den Priester Eulogius. Das Ziel dieser Gruppe war es, den Propheten Mohammed und den Islam öffentlich zu verunglimpfen, und die Muwalladun dazu zu bewegen, wieder in den Schoß der Kirche zurückzukehren. Sie waren sich bewusst, dass sie damit ihren Märtyrertod provozierten und wollten gerade damit für die Christen des muslimischen Spaniens ein Zeichen setzten. In der Folge wurden tatsächlich einige von ihnen hingerichtet.
858 wurde Eulogius zum Erzbischof von Toledo gewählt, der maurische Emir Muhammad I. verweigerte aber die Bestätigung der Wahl. Wegen der Aufnahme eines zum Christentum konvertierten maurischen Mädchens – die christliche Mission von Muslimen war im muslimischen Spanien verboten – wurde Eulogius schließlich hingerichtet. Nach seinem Martyrium löste sich die Bewegung auf.